# Sztandar Komunizmu (1920)
Sztandar Komunizmu (biał. Сцяг камунізма; ros. Знамя коммунизма) – polskojęzyczne czasopismo komunistyczne, organ mińskiego gubernialnego komitetu rewolucyjnego oraz Biura Polskiego przy KC RKP(b), ukazujące się w latach 1920–1921. 

## Historia
Pierwszy numer gazety ukazał się 17 lipca 1920 roku w Mińsku. Kolejne dziewięć numerów było wydawane jako organ mińskiego gubernialnego rewkomu, później czasopismo ukazywało się jako biuletyn Biura Polskiego przy KC RKP(b). Od 16 listopada 1920 gazeta była wydawana w Smoleńsku. 
Na łamach czasopisma opublikowano w lipcu 1920 roku manifest Tymczasowego Rewolucyjnego Komitetu Polski. 